# Kertapati (Air Besi)
Kertapati is een bestuurslaag in het regentschap Bengkulu Utara van de provincie Bengkulu, Indonesië. Kertapati telt 675 inwoners (volkstelling 2010).